# Cd-brænder
En cd-brænder er en maskine til lagring af data på en cd.